# Золотий глобус (61-ша церемонія вручення)
61-ша церемонія вручення нагород премії «Золотий глобус»

25 січня 2004 року
Найкращий фільм — драма: 
«Володар перснів: Повернення короля»
Найкращий фільм —
комедія або мюзикл: 
«Труднощі перекладу»
Найкращий телесеріал — драма: 
«24»
Найкращий телесеріал —
комедія або мюзикл: 
«Офіс»
Найкращий мінісеріал або телефільм: 
«Ангели в Америці»
< 60-та • Церемонії вручення • 62-га >
61-ша церемонія вручення нагород премії «Золотий глобус» за заслуги в галузі кінематографу і телебачення за 2003 рік, що відбулася 25 січня 2004 в готелі Беверлі-Гілтон (Беверлі-Гіллз, Лос-Анджелес, Каліфорнія). Номінантів оголосили 18 грудня 2003.
Пригодницько-фентезійний фільм режисера Пітера Джексона «Володар перснів: Повернення короля» був представлений в 4 категоріях і отримав перемогу в кожній з цих номінацій «Найкращий фільм — драма», «Найкраща режисерська робота», «Найкраща музика» та «Найкраща пісня». Лідером по кількості номінацій стала драма Ентоні Мінгелли «Холодна гора», яка отримала 8 номінацій, але здобула лише одну перемогу у категорії «Найкраща жіноча роль другого плану» в якій Рене Зеллвегер отримала премію за роль Рубі Тьюс. Безперечна першість серед серіалів дісталась мінісеріалу «Ангели в Америці», який був представлений у кожній з можливих категорій та отримав 5 нагород у 7 номінаціях «Найкращий мінісеріал або телефільм», «Найкраща чоловіча роль мінісеріалу або телефільму», «Найкраща жіноча роль мінісеріалу або телефільму», «Найкраща чоловіча роль другого плану серіалу, мінісеріалу або телефільму», «Найкраща жіноча роль другого плану серіалу, мінісеріалу або телефільму».

## Список лауреатів і номінантів

### Кіно
Фільми з найбільшою кількістю нагород та номінацій
| Фільм                                  | Перемоги | Номінації |
| -------------------------------------- | -------- | --------- |
| • «Володар перснів: Повернення короля» | 4        | 4         |
| • «Труднощі перекладу»                 | 3        | 5         |
| • «Таємнича річка»                     | 2        | 5         |
| • «Холодна гора»                       | 1        | 8         |
| • «Щось та віддаси»                    | 1        | 2         |
| • «Монстр»                             | 1        | 1         |
| • «Усама»                              | 1        | 1         |
| • «Велика риба»                        | —        | 4         |
| • «Останній самурай»                   | —        | 3         |
| • «Володар морів»                      | —        | 3         |
| • «Невдаха»                            | —        | 2         |
| • «Дівчина з перлинною сережкою»       | —        | 2         |
| • «В Америці»                          | —        | 2         |
| • «Реальна любов»                      | —        | 2         |
| • «Тринадцять»                         | —        | 2         |
| • «Фаворит»                            | —        | 2         |

• Переможці вказані першими і виділені окремим кольором.
| Категорія                                   | Лауреати і номінанти                                                                    | Лауреати і номінанти                                      |
| ------------------------------------------- | --------------------------------------------------------------------------------------- | --------------------------------------------------------- |
| Найкращий фільм — драма                     | • «Володар перснів: Повернення короля»                                                  | • «Володар перснів: Повернення короля»                    |
| Найкращий фільм — драма                     | • «Холодна гора»                                                                        |                                                           |
| Найкращий фільм — драма                     | • «Володар морів»                                                                       |                                                           |
| Найкращий фільм — драма                     | • «Таємнича річка»                                                                      |                                                           |
| Найкращий фільм — драма                     | • «Фаворит»                                                                             |                                                           |
| Найкращий фільм — комедія або мюзикл        | • «Труднощі перекладу»                                                                  | • «Труднощі перекладу»                                    |
| Найкращий фільм — комедія або мюзикл        | • «Грай, як Бекхем»                                                                     |                                                           |
| Найкращий фільм — комедія або мюзикл        | • «Велика риба»                                                                         |                                                           |
| Найкращий фільм — комедія або мюзикл        | • «У пошуках Немо»                                                                      |                                                           |
| Найкращий фільм — комедія або мюзикл        | • «Реальна любов»                                                                       |                                                           |
| Найкраща чоловіча роль — драма              |                                                                                         | • «Таємнича річка» — Шон Пенн за роль Джиммі Маркума      |
| Найкраща чоловіча роль — драма              | • «Володар морів» — Рассел Кроу за роль капітана Джека Обрі                             |                                                           |
| Найкраща чоловіча роль — драма              | • «Останній самурай» — Том Круз за роль Нейтана Олгрена                                 |                                                           |
| Найкраща чоловіча роль — драма              | • «Будинок з піску і туману» — Бен Кінгслі за роль Массуда Аміра Берані                 |                                                           |
| Найкраща чоловіча роль — драма              | • «Холодна гора» — Джуд Лоу за роль Інмана                                              |                                                           |
| Найкраща жіноча роль — драма                |                                                                                         | • «Монстр» — Шарліз Терон за роль Ейлін Ворнос            |
| Найкраща жіноча роль — драма                | • «Полювання на Вероніку» — Кейт Бланшетт за роль Вероніки Герін                        |                                                           |
| Найкраща жіноча роль — драма                | • «Дівчина з перлинною сережкою» — Скарлетт Йоганссон за роль Гріт Хуллер               |                                                           |
| Найкраща жіноча роль — драма                | • «Холодна гора» — Ніколь Кідман за роль Ади Монро                                      |                                                           |
| Найкраща жіноча роль — драма                | • «Убити Білла. Фільм 1» — Ума Турман за роль Беатрікс Кіддо                            |                                                           |
| Найкраща жіноча роль — драма                | • «Тринадцять» — Еван Рейчел Вуд за роль Трейсі Фріленд                                 |                                                           |
| Найкраща чоловіча роль — комедія або мюзикл |                                                                                         | • «Труднощі перекладу» — Білл Мюррей за роль Боба Харриса |
| Найкраща чоловіча роль — комедія або мюзикл | • «Школа року» — Джек Блек за роль Дьюі Фінна                                           |                                                           |
| Найкраща чоловіча роль — комедія або мюзикл | • «Прокляття «Чорної перлини» — Джонні Депп за роль Джека Горобця                       |                                                           |
| Найкраща чоловіча роль — комедія або мюзикл | • «Поганий Санта» — Біллі Боб Торнтон за роль Віллі                                     |                                                           |
| Найкраща чоловіча роль — комедія або мюзикл | • «Щось та віддаси» — Джек Ніколсон за роль Гаррі Сенборна                              |                                                           |
| Найкраща жіноча роль — комедія або мюзикл   |                                                                                         | • «Щось та віддаси» — Даян Кітон за роль Еріки Баррі      |
| Найкраща жіноча роль — комедія або мюзикл   | • «Шалена п'ятниця» — Джеймі Лі Кертіс за роль Тесс Колмен                              |                                                           |
| Найкраща жіноча роль — комедія або мюзикл   | • «Труднощі перекладу» — Скарлетт Йоганссон за роль Шарлотти Райлі                      |                                                           |
| Найкраща жіноча роль — комедія або мюзикл   | • «Під сонцем Тоскани» — Даян Лейн за роль Френсіс Мейрс                                |                                                           |
| Найкраща жіноча роль — комедія або мюзикл   | • «Дівчата з календаря» — Гелен Міррен за роль Кріс Гарпер                              |                                                           |
| Найкраща чоловіча роль другого плану        |                                                                                         | • «Таємнича річка» — Тім Роббінс за роль Дейва Бойла      |
| Найкраща чоловіча роль другого плану        | • «Невдаха» — Алек Болдвін за роль Шеллі Кеплоу                                         |                                                           |
| Найкраща чоловіча роль другого плану        | • «Велика риба» — Альберт Фінні за роль Еда Блума                                       |                                                           |
| Найкраща чоловіча роль другого плану        | • «Фаворит» — Вільям Мейсі за роль «Тік Ток» МакЛогліна                                 |                                                           |
| Найкраща чоловіча роль другого плану        | • «Афера Стівена Гласса» — Пітер Сарсгаард за роль Чарлза Лейна                         |                                                           |
| Найкраща чоловіча роль другого плану        | • «Останній самурай» — Кен Ватанабе за роль Кацумото Морітсугу                          |                                                           |
| Найкраща жіноча роль другого плану          |                                                                                         | • «Холодна гора» — Рене Зеллвегер за роль Рубі Тьюс       |
| Найкраща жіноча роль другого плану          | • «Невдаха» — Марія Белло за роль Наталі Белізаріо                                      |                                                           |
| Найкраща жіноча роль другого плану          | • «Свято Ейпріл» — Патрісія Кларксон за роль Джой Бернс                                 |                                                           |
| Найкраща жіноча роль другого плану          | • «Американська велич» — Гоуп Девіс за роль Джойс Бребнер                               |                                                           |
| Найкраща жіноча роль другого плану          | • «Тринадцять» — Голлі Гантер за роль Мелані Фріленд                                    |                                                           |
| Найкраща режисерська робота                 |                                                                                         | • «Володар перснів: Повернення короля» — Пітер Джексон    |
| Найкраща режисерська робота                 | • «Таємнича річка» — Клінт Іствуд                                                       |                                                           |
| Найкраща режисерська робота                 | • «Труднощі перекладу» — Софія Коппола                                                  |                                                           |
| Найкраща режисерська робота                 | • «Холодна гора» — Ентоні Мінгелла                                                      |                                                           |
| Найкраща режисерська робота                 | • «Володар морів» — Пітер Уїр                                                           |                                                           |
| Найкращий сценарій                          |                                                                                         | • «Труднощі перекладу» — Софія Коппола                    |
| Найкращий сценарій                          | • «Холодна гора» — Ентоні Мінгелла                                                      |                                                           |
| Найкращий сценарій                          | • «В Америці» — Джим Шеріден, Кірстен Шеріден, Наомі Шеріден                            |                                                           |
| Найкращий сценарій                          | • «Реальна любов» — Річард Кертіс                                                       |                                                           |
| Найкращий сценарій                          | • «Таємнича річка» — Брайан Гелґеленд                                                   |                                                           |
| Найкраща музика                             | • «Володар перснів: Повернення короля» — Говард Шор                                     | • «Володар перснів: Повернення короля» — Говард Шор       |
| Найкраща музика                             | • «Велика риба» — Денні Ельфман                                                         |                                                           |
| Найкраща музика                             | • «Холодна гора» — Габрієль Яред                                                        |                                                           |
| Найкраща музика                             | • «Дівчина з перлинною сережкою» — Александр Деспла                                     |                                                           |
| Найкраща музика                             | • «Останній самурай» — Ганс Ціммер                                                      |                                                           |
| Найкраща пісня                              | • «Володар перснів: Повернення короля» — «Into the West»                                | • «Володар перснів: Повернення короля» — «Into the West»  |
| Найкраща пісня                              | • «Велика риба» — «Man of the Hour»                                                     |                                                           |
| Найкраща пісня                              | • «Холодна гора» — «You Will Be My Ain True Love»                                       |                                                           |
| Найкраща пісня                              | • «В Америці» — «Time Enough for Tears»                                                 |                                                           |
| Найкраща пісня                              | • «Посмішка Мони Лізи» — «The Heart of Every Girl»                                      |                                                           |
| Найкращий фільм іноземною мовою             | • «Усама» / «أسامة» (Афганістан)                                                        | • «Усама» / «أسامة» (Афганістан)                          |
| Найкращий фільм іноземною мовою             | • «Нашестя варварів» (Франція, Канада)                                                  |                                                           |
| Найкращий фільм іноземною мовою             | • «Гуд бай, Ленін!» (Німеччина)                                                         |                                                           |
| Найкращий фільм іноземною мовою             | • «Мосьє Ібрагім та квіти Корану» / «Monsieur Ibrahim et les fleurs du Coran» (Франція) |                                                           |
| Найкращий фільм іноземною мовою             | • «Повернення» (Росія)                                                                  |                                                           |

### Телебачення
Телесеріали з найбільшою кількістю нагород та номінацій
| Фільм                         | Перемоги | Номінації |
| ----------------------------- | -------- | --------- |
| • «Ангели в Америці»          | 5        | 7         |
| • «Офіс»                      | 2        | 2         |
| • «Секс і місто»              | 1        | 5         |
| • «24»                        | 1        | 2         |
| • «Клієнт завжди мертвий»     | 1        | 2         |
| • «Без сліду»                 | 1        | 1         |
| • «Вілл і Грейс»              | —        | 5         |
| • «Монк»                      | —        | 3         |
| • «Нормальна»                 | —        | 3         |
| • «Солдатська дівчина»        | —        | 3         |
| • «Західне крило»             | —        | 3         |
| • «CSI: Місце злочину»        | —        | 2         |
| • «Мій будинок в Умбрії»      | —        | 2         |
| • «Частини тіла»              | —        | 2         |
| • «Рейгани»                   | —        | 2         |
| • «Римська весна місіс Стоун» | —        | 2         |

| Категорія                                                                | Лауреати і номінанти                                                      | Лауреати і номінанти                                                   |
| ------------------------------------------------------------------------ | ------------------------------------------------------------------------- | ---------------------------------------------------------------------- |
| Найкращий серіал — драма                                                 | • «24»                                                                    | • «24»                                                                 |
| Найкращий серіал — драма                                                 | • «CSI: Місце злочину»                                                    |                                                                        |
| Найкращий серіал — драма                                                 | • «Частини тіла»                                                          |                                                                        |
| Найкращий серіал — драма                                                 | • «Клієнт завжди мертвий»                                                 |                                                                        |
| Найкращий серіал — драма                                                 | • «Західне крило» / The West Wing                                         |                                                                        |
| Найкращий серіал — комедія або мюзикл                                    | • «Офіс»                                                                  | • «Офіс»                                                               |
| Найкращий серіал — комедія або мюзикл                                    | • «Уповільнений розвиток»                                                 |                                                                        |
| Найкращий серіал — комедія або мюзикл                                    | • «Монк»                                                                  |                                                                        |
| Найкращий серіал — комедія або мюзикл                                    | • «Секс і місто»                                                          |                                                                        |
| Найкращий серіал — комедія або мюзикл                                    | • «Вілл і Грейс»                                                          |                                                                        |
| Найкращий мінісеріал або телефільм                                       | • «Ангели в Америці» / Angels in America                                  | • «Ангели в Америці» / Angels in America                               |
| Найкращий мінісеріал або телефільм                                       | • «Мій будинок в Умбрії»                                                  |                                                                        |
| Найкращий мінісеріал або телефільм                                       | • «Нормальна» / Normal                                                    |                                                                        |
| Найкращий мінісеріал або телефільм                                       | • «Солдатська дівчина» / Soldier's Girl                                   |                                                                        |
| Найкращий мінісеріал або телефільм                                       | • «Римська весна місіс Стоун» / The Roman Spring of Mrs. Stone            |                                                                        |
| Найкраща чоловіча роль серіалу — драма                                   |                                                                           | • «Без сліду» — Ентоні Лапалья за роль Джека Малоуна                   |
| Найкраща чоловіча роль серіалу — драма                                   | • «Щит» — Майкл Чикліс за роль Віка Меккі                                 |                                                                        |
| Найкраща чоловіча роль серіалу — драма                                   | • «CSI: Місце злочину» — Вільям Петерсен за роль Гілла Грісома            |                                                                        |
| Найкраща чоловіча роль серіалу — драма                                   | • «Західне крило» — Мартін Шин за роль Джозая Бартлета                    |                                                                        |
| Найкраща чоловіча роль серіалу — драма                                   | • «24» — Кіфер Сазерленд за роль Джека Бауера                             |                                                                        |
| Найкраща жіноча роль серіалу — драма                                     |                                                                           | • «Клієнт завжди мертвий» — Френсіс Конрой за роль Рут Фішер           |
| Найкраща жіноча роль серіалу — драма                                     | • «Шпигунка» — Дженіфер Гарнер за роль Сідні Брістов                      |                                                                        |
| Найкраща жіноча роль серіалу — драма                                     | • «Джоан з Аркадії» — Ембер Темблін за роль Джоан Джирарді                |                                                                        |
| Найкраща жіноча роль серіалу — драма                                     | • «Західне крило» — Еллісон Дженні за роль Сі Джей Крегг                  |                                                                        |
| Найкраща жіноча роль серіалу — драма                                     | • «Частини тіла» — Джоелі Річардсон за роль Джулії МакНамара              |                                                                        |
| Найкраща чоловіча роль серіалу — комедія або мюзикл                      |                                                                           | • «Офіс» — Рікі Джервейс за роль Девіда Брента                         |
| Найкраща чоловіча роль серіалу — комедія або мюзикл                      | • «Друзі» — Метт Леблан за роль Джої Тріббіані                            |                                                                        |
| Найкраща чоловіча роль серіалу — комедія або мюзикл                      | • «Шоу Берні Мака» — Берні Мак за роль Берні Маккалоха                    |                                                                        |
| Найкраща чоловіча роль серіалу — комедія або мюзикл                      | • «Вілл і Грейс» — Ерік МакКормек за роль Вілла Трумена                   |                                                                        |
| Найкраща чоловіча роль серіалу — комедія або мюзикл                      | • «Монк» — Тоні Шалуб за роль Едріана Монка                               |                                                                        |
| Найкраща жіноча роль серіалу — комедія або мюзикл                        |                                                                           | • «Секс і Місто» — Сара Джессіка Паркер за роль Керрі Бредшоу          |
| Найкраща жіноча роль серіалу — комедія або мюзикл                        | • «Монк» — Бітті Шрем за роль Шарони Флемінг                              |                                                                        |
| Найкраща жіноча роль серіалу — комедія або мюзикл                        | • «Вілл і Грейс» — Дебра Мессінг за роль Грейс Адлер                      |                                                                        |
| Найкраща жіноча роль серіалу — комедія або мюзикл                        | • «Життя з Бонні» — Бонні Хант за роль Бонні Моллой                       |                                                                        |
| Найкраща жіноча роль серіалу — комедія або мюзикл                        | • «Реба» — Реба Макінтайр за роль Реби Нелл Харт                          |                                                                        |
| Найкраща жіноча роль серіалу — комедія або мюзикл                        | • «Сваха» — Алісія Сільверстоун за роль Кейт Фокс                         |                                                                        |
| Найкраща чоловіча роль мінісеріалу або телефільму                        |                                                                           | • «Ангели в Америці» — Аль Пачіно за роль Роя Кона                     |
| Найкраща чоловіча роль мінісеріалу або телефільму                        | • «Панчо Вілло в ролі самого себе» — Антоніо Бандерас за роль Панчо Вілло |                                                                        |
| Найкраща чоловіча роль мінісеріалу або телефільму                        | • «Рейгани» — Джеймс Бролін за роль Рональда Рейгана                      |                                                                        |
| Найкраща чоловіча роль мінісеріалу або телефільму                        | • «Солдатська дівчина» — Трой Гереті за роль Беррі Вінчелла               |                                                                        |
| Найкраща чоловіча роль мінісеріалу або телефільму                        | • «Нормальна» — Том Вілкінсон за роль Рут Епплвуд                         |                                                                        |
| Найкраща жіноча роль мінісеріалу або телефільму                          |                                                                           | • «Ангели в Америці» — Меріл Стріп за роль Ганни Піт / Етель Розенберг |
| Найкраща жіноча роль мінісеріалу або телефільму                          | • «Рейгани» — Джуді Девіс за роль Ненсі Рейган                            |                                                                        |
| Найкраща жіноча роль мінісеріалу або телефільму                          | • «Нормальна» — Джессіка Ленґ за роль Ірми Епплвуд                        |                                                                        |
| Найкраща жіноча роль мінісеріалу або телефільму                          | • «Римська весна місіс Стоун» — Гелен Міррен за роль Керен Стоун          |                                                                        |
| Найкраща жіноча роль мінісеріалу або телефільму                          | • «Мій будинок в Умбрії» — Меггі Сміт за роль Емілі Делаганті             |                                                                        |
| Найкраща чоловіча роль другого плану серіалу, мінісеріалу або телефільму |                                                                           | • «Ангели в Америці» — Джеффрі Райт за роль Нормана Аріага             |
| Найкраща чоловіча роль другого плану серіалу, мінісеріалу або телефільму | • «Вілл і Грейс» — Шон Гейс за роль Джека Макфарленда                     |                                                                        |
| Найкраща чоловіча роль другого плану серіалу, мінісеріалу або телефільму | • «Солдатська дівчина» — Лі Пейс за роль Калпернії Аддамс                 |                                                                        |
| Найкраща чоловіча роль другого плану серіалу, мінісеріалу або телефільму | • «Ангели в Америці» — Бен Шенкмен за роль Луїса Айронсона                |                                                                        |
| Найкраща чоловіча роль другого плану серіалу, мінісеріалу або телефільму | • «Ангели в Америці» — Патрік Вілсон за роль Джо Пітта                    |                                                                        |
| Найкраща жіноча роль другого плану серіалу, мінісеріалу або телефільму   |                                                                           | • «Ангели в Америці» — Мері-Луїз Паркер за роль Гарпер Пітт            |
| Найкраща жіноча роль другого плану серіалу, мінісеріалу або телефільму   | • «Секс і місто» — Кім Кетролл за роль Саманти Джонс                      |                                                                        |
| Найкраща жіноча роль другого плану серіалу, мінісеріалу або телефільму   | • «Секс і місто» — Крістін Девіс за роль Шарлотти Йорк Голденблатт        |                                                                        |
| Найкраща жіноча роль другого плану серіалу, мінісеріалу або телефільму   | • «Секс і місто» — Синтія Ніксон за роль Міранди Гоббс                    |                                                                        |
| Найкраща жіноча роль другого плану серіалу, мінісеріалу або телефільму   | • «Вілл і Грейс» — Меган Маллаллі за роль Карен Волкер                    |                                                                        |

## Спеціальні нагороди
| Премія імені Сесіля Б. Де Мілля (Нагорода за внесок у кінематограф) |  | Майкл Дуглас американський актор та кінопродюсер          |
| Міс «Золотий глобус» (Символічний титул)                            |  | Лілі Костнер донька актора Кевіна Костнера та Сінді Сілви |